# Sielsowiet Horanie
Sielsowiet Horanie (biał. Гаранскі сельсавет, ros. Горанский сельсовет) – sielsowiet na Białorusi, w obwodzie mińskim, w rejonie mińskim.

## Miejscowości
- agromiasteczka:
  - Czaczkowo
  - Nawasiellie
- wsie:
  - Aksakowszczyzna
  - Bojdaki
  - Borsuki
  - Czaromucha (pl. Zatyczyna)
  - Dubrowa
  - Dulicze
  - Dźwiniacze
  - Horanie
  - Isłocz
  - Kaplicze
  - Karasiewszczyzna
  - Kozaki
  - Kozielszczyzna
  - Krasnaje (pl. Krasne Sioło)
  - Kryłowo
  - Lachy
  - Lichacze
  - Lisowszczyzna
  - Łukasze
  - Malawki
  - Mały Borzdyń
  - Mikulino
  - Nowodworszczyzna
  - Nowe Pole
  - Padsady
  - Rudaki
  - Sieliszcze
  - Tejki
  - Traskowszczyzna
  - Wielki Borzdyń
  - Wielkie Sioło
  - Wiszniouka
  - Wołowszczyzna
  - Zakabłuki
  - Żuki
- osiedla:
  - Dźwiniacze
  - Nowaje Pole
  - Traskowszczyzna